# Gertrud Meyen
Gertrud Meyen (* 16. April 1919 in Dortmund; † 12. Mai 2012 in Pullach) war eine deutsche Schauspielerin und Synchronsprecherin.

## Leben und Werk
Gertrud Meyen gab 1939 in der Komödie Wenn Männer verreisen ihr Spielfilmdebüt. Es folgten Rollen in Produktionen wie Johannisfeuer (unter der Regie von Arthur Maria Rabenalt), der Komödie Was wird hier gespielt? (neben Theo Lingen) und dem Kriminalfilm Dr. Crippen an Bord (mit Rudolf Fernau in der Titelrolle). 1943 konnte sie zudem als Hauptdarstellerin in Ein schöner Tag auch ihr Gesangstalent zeigen.
Nach dem Zweiten Weltkrieg folgten nur noch wenige Filmauftritte. Zweimal stand sie im Jahr 1952 jedoch für die DEFA vor der Kamera – unter der Regie von Martin Hellberg im Kriminalfilm  Geheimakten Solvay und unter der Regie von Slatan Dudow im Gesellschaftsdrama Frauenschicksale. Danach wandte sie sich der Bühnentätigkeit zu und gehörte ab 1954 zum Ensemble des Deutschen Theaters Göttingen. Darüber hinaus war sie umfangreich in der Synchronisation tätig und lieh ihre Stimme u. a. Julie Adams (Der Schrecken vom Amazonas), Dame Celia Johnson (Voller Wunder ist das Leben, Der Schlüssel zum Paradies), Dorothy Malone (In Acht und Bann), Jeanne Moreau (Mit dem Rücken zur Wand) und Claire Trevor (Der Berg der Versuchung).
Gertrud Meyen war verheiratet mit dem Schauspielkollegen Heinz Engelmann. Die Ehe endete jedoch in Scheidung.

## Filmografie
- 1939: Wenn Männer verreisen
- 1939: Johannisfeuer
- 1939: Die barmherzige Lüge
- 1940: Was wird hier gespielt?
- 1942: Dr. Crippen an Bord
- 1943: Ein schöner Tag
- 1952: Geheimakten Solvay
- 1952: Frauenschicksale
- 1953: Der Nächste, bitte!
- 1958: Der Fall de la Roncière